# 北铁送场站
北鐵送場站（：／ Bukcheolsongjang yeok */?）是位于韩国釜山江西区和庆尚南道昌原市鎮海區交界处的一座鐵路站，属于釜山新港线（新港北线）。

## 历史
- 2013年1月31日 - 落成使用[1]。

## 相鄰車站
韓國鐵道公社
釜山新港線
釜山新港－北鐵送場